# All I Wanna Do Is Make Love to You
"All I Wanna Do Is Make Love to You" is een nummer van de Amerikaanse band Heart. Het nummer verscheen op hun album Brigade uit 1990. Op 14 maart van dat jaar werd het nummer uitgebracht als de eerste single van het album.

## Achtergrond
"All I Wanna Do Is Make Love to You" is geschreven door Robert John "Mutt" Lange en geproduceerd door Richie Zito. In 1979 werd het voor het eerst opgenomen door Dobie Gray onder de titel "All I Want to Do Is Make Love to You". Deze versie kende echter een compleet andere tekst dan de versie die Heart opnam. De versie van Gray had geen echte verhaallijn. In de versie van Heart gaat het nummer over een vrouw die een onenightstand heeft met een lifter die zij langs de weg oppikte. Zij beloven elkaar dat zij anoniem blijven, voordat zij naar een hotel gaan om seks te hebben. Zij verlaat het hotel echter weer voordat hij wakker wordt. Een aantal jaren later komt zij de lifter toevallig weer tegen en blijkt dat haar kind door hem verwekt is, aangezien haar eigen man geen kinderen kan krijgen.
Zangeres Ann Wilson vertelde dat de band "All I Wanna Do Is Make Love to You" haat: "We wilden het eigenlijk niet opnemen omdat het stond voor alles waar wij niet meer mee geassocieerd wilden worden. Het was een nummer van "Mutt" Lange, die we aardig vonden, en het was oorspronkelijk geschreven voor Don Henley, maar er stond destijds veel druk op ons om het op te nemen." Wilson noemde de boodschap van het nummer "afschuwelijk" en was verrast dat veel fans, voornamelijk in Australië en Nieuw-Zeeland, het tijdens live-optredens wilden horen, iets dat de band niet meer doet.
Hoewel de band het nummer haat, werd "All I Wanna Do Is Make Love to You" in thuisland de Verenigde Staten een grote hit. In de Billboard Hot 100 bereikte het de 2e positie achter "Vogue" van Madonna, terwijl in het Verenigd Koninkrijk de 8e positie werd behaald in de UK Singles Chart. In andere landen, zoals Australië en Canada, werd het zelfs een nummer 1-hit. 
In Nederland werd de plaat veel gedraaid op Radio 3 en werd een radiohit. De plaat  piekte respectievelijk op de 5e en 4e positie in de Nederlandse Top 40 en de Nationale Top 100, terwijl in België de vierde positie in zowel de Vlaamse Ultratop 50 als de Vlaamse Radio 2 Top 30 werd behaald. 
Het werd uiteindelijk de laatste wereldwijde top 10-hit voor de groep. In 1991 werd het nummer genomineerd voor een Grammy Award in de categorie Best Pop Performance by a Duo or Group with Vocals, maar verloor in de categorie van "All My Life" van Linda Ronstadt en Aaron Neville.

## Hitnoteringen

### Nederlandse Top 40
| Hitnotering: 12-05-1990 t/m 14-07-1990 | Hitnotering: 12-05-1990 t/m 14-07-1990 | Hitnotering: 12-05-1990 t/m 14-07-1990 | Hitnotering: 12-05-1990 t/m 14-07-1990 | Hitnotering: 12-05-1990 t/m 14-07-1990 | Hitnotering: 12-05-1990 t/m 14-07-1990 | Hitnotering: 12-05-1990 t/m 14-07-1990 | Hitnotering: 12-05-1990 t/m 14-07-1990 | Hitnotering: 12-05-1990 t/m 14-07-1990 | Hitnotering: 12-05-1990 t/m 14-07-1990 | Hitnotering: 12-05-1990 t/m 14-07-1990 | Hitnotering: 12-05-1990 t/m 14-07-1990 |
| Week                                   | 1                                      | 2                                      | 3                                      | 4                                      | 5                                      | 6                                      | 7                                      | 8                                      | 9                                      | 10                                     |                                        |
| -------------------------------------- | -------------------------------------- | -------------------------------------- | -------------------------------------- | -------------------------------------- | -------------------------------------- | -------------------------------------- | -------------------------------------- | -------------------------------------- | -------------------------------------- | -------------------------------------- | -------------------------------------- |
| Positie                                | 28                                     | 17                                     | 9                                      | 5                                      | 5                                      | 5                                      | 8                                      | 16                                     | 24                                     | 34                                     | uit                                    |

### Nationale Top 100
| Hitnotering: 05-05-1990 t/m 04-08-1990 | Hitnotering: 05-05-1990 t/m 04-08-1990 | Hitnotering: 05-05-1990 t/m 04-08-1990 | Hitnotering: 05-05-1990 t/m 04-08-1990 | Hitnotering: 05-05-1990 t/m 04-08-1990 | Hitnotering: 05-05-1990 t/m 04-08-1990 | Hitnotering: 05-05-1990 t/m 04-08-1990 | Hitnotering: 05-05-1990 t/m 04-08-1990 | Hitnotering: 05-05-1990 t/m 04-08-1990 | Hitnotering: 05-05-1990 t/m 04-08-1990 | Hitnotering: 05-05-1990 t/m 04-08-1990 | Hitnotering: 05-05-1990 t/m 04-08-1990 | Hitnotering: 05-05-1990 t/m 04-08-1990 | Hitnotering: 05-05-1990 t/m 04-08-1990 | Hitnotering: 05-05-1990 t/m 04-08-1990 | Hitnotering: 05-05-1990 t/m 04-08-1990 |
| Week                                   | 1                                      | 2                                      | 3                                      | 4                                      | 5                                      | 6                                      | 7                                      | 8                                      | 9                                      | 10                                     | 11                                     | 12                                     | 13                                     | 14                                     |                                        |
| -------------------------------------- | -------------------------------------- | -------------------------------------- | -------------------------------------- | -------------------------------------- | -------------------------------------- | -------------------------------------- | -------------------------------------- | -------------------------------------- | -------------------------------------- | -------------------------------------- | -------------------------------------- | -------------------------------------- | -------------------------------------- | -------------------------------------- | -------------------------------------- |
| Positie                                | 93                                     | 57                                     | 34                                     | 22                                     | 14                                     | 8                                      | 6                                      | 4                                      | 5                                      | 10                                     | 13                                     | 22                                     | 42                                     | 83                                     | uit                                    |

### NPO Radio 2 Top 2000
| Nummer met noteringen in de NPO Radio 2 Top 2000 | '09  | '10  | '11-'12 | '13  | '14  | '15  | '16  | '17  |
| ------------------------------------------------ | ---- | ---- | ------- | ---- | ---- | ---- | ---- | ---- |
| All I Wanna Do Is Make Love to You               | 1802 | 1705 | -       | 1992 | 1712 | 1864 | 1973 | 1912 |

1. ↑  Een '-' betekent dat het nummer niet was genoteerd en een vetgedrukt getal geeft de hoogste notering aan.
2. ↑  2009 was het eerste jaar met een notering voor dit nummer.
3. ↑  Deze tabel is bijgewerkt tot en met de laatste editie (2024).